# Batillipes orientalis
Batillipes orientalis är en djurart som tillhör fylumet trögkrypare, och som beskrevs av Chang och Rho 1997. Batillipes orientalis ingår i släktet Batillipes och familjen Batillipedidae. Inga underarter finns listade i Catalogue of Life.